# أرتور روميو
أرتور روميو هو دراج فلبيني، ولد في 20 أكتوبر 1941.

## وصلات خارجية
- أرتور روميو على موقع أرشيف الدراجات (الإنجليزية)
- أرتور روميو على موقع إحصائيات الدراجات الإحترافية (الإنجليزية)
- أرتور روميو على موقع أوليمبيديا (الإنجليزية)